# Georgios Kunturiotis
Georgios Kunduriotis (en griego: Γεωργιος Κουντουριώτης) (1782-13 de marzo de 1858) fue un héroe de la guerra de independencia de Grecia y un político griego. Era un rico armador de Hidra. Fue un primer ministro en 1848.
Su nieto fue Pavlos Kunturiotis, almirante y presidente de la República griega.
- Datos: Q660508
- Multimedia: Georgios Koundouriotis / Q660508